# ロデ・フリース
ロデ・フリース（デンマーク語: Lotte Friis、1988年2月9日 -）はデンマークの競泳選手。

## 経歴
ブロウストレズ生まれ。2008年にアイントホーフェンで行われたヨーロッパ水泳選手権の1500m自由形で3位となり、主要な長水路大会で初めてのメダルを獲得した。北京で開催された2008年夏季オリンピックで800m自由形で銅メダルを獲得した。2009年世界水泳選手権では、1500m自由形で銀メダルを獲得し、800m自由形で当時2番目に速い記録、選手権レコードで金メダルを獲得した。上海で行われた2011年世界水泳選手権では1500m自由形を15:49.59のタイムで金メダルを獲得し、800m自由形で銀メダルを獲得した。400m自由形にも出場し、決勝に進出した。4:04.68のタイムで5位になり、これは北欧の新記録であった。